# 181 Евхарида
181 Евхарида (181 Eucharis) — астероїд головного поясу, відкритий 2 лютого 1878 року.
Тіссеранів параметр щодо Юпітера — 3,100.